# 時雨煮

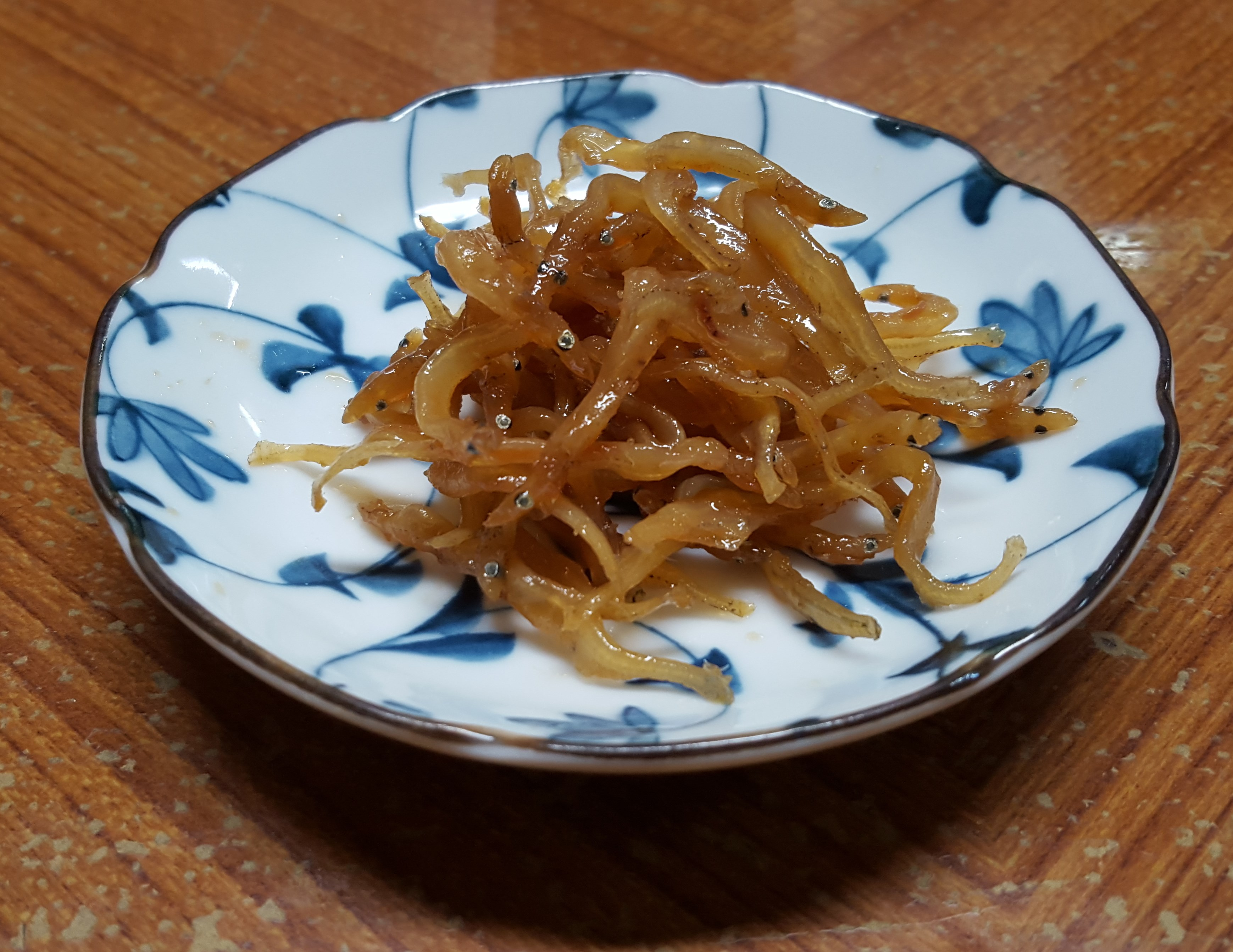
シラウオの時雨煮（白魚紅梅煮）

時雨煮（しぐれに）は、生姜を加えた佃煮の一種。略して時雨と呼ぶことも多い。「志ぐれ煮」と表記されることもある。貝のむき身などの魚介類や牛肉などが材料として使われる。

## 概要

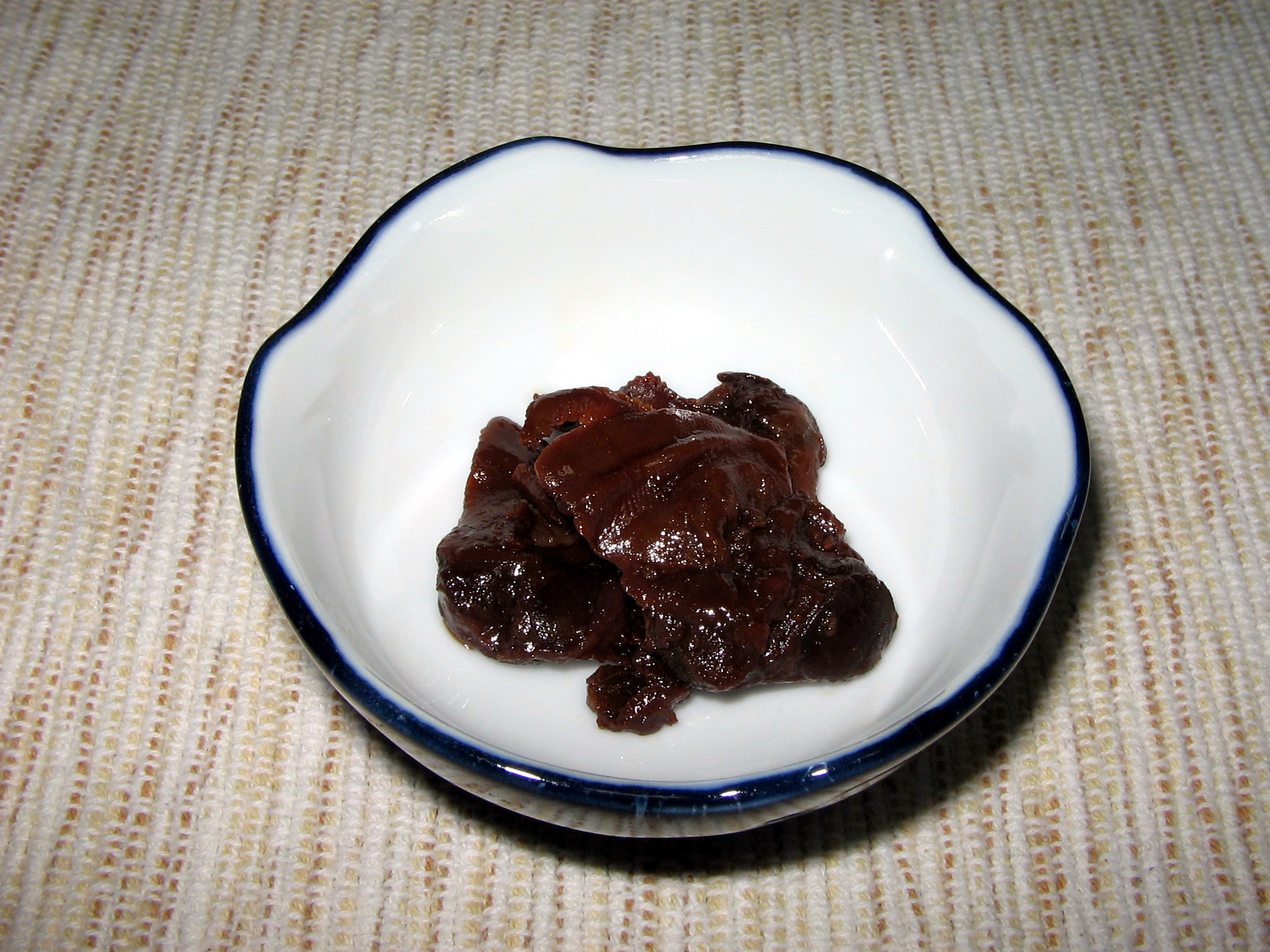
ハマグリの時雨煮（時雨蛤）

元来は三重県桑名市の名産であるハマグリを用いた佃煮の「時雨蛤」を指したが、今日では生姜入りの佃煮全般を指す。「時雨蛤」の名称は、江戸時代中期の俳人、各務支考が考案したとされる。
現在、桑名市には貝新を名乗る製造業者が5社(貝新新左衛門、貝新水谷新九郎・新之助貝新・貝新新七・貝新フーズ)ある他、貝藤・貝増・貝順・伊勢しぐれ・瑞宝しぐれ等の製造業者があり、東海や関西の百貨店やスーパーに出店している。
また桑名から東京へ進出して、現在では東京に本店(銀座新之助貝新・日本橋貝新)を置く社もある。

## 語源
- さまざまな風味が口の中を通り過ぎることを時雨が一時的に降る様子に見立てたことから
- ハマグリの旬が時雨の降る時期と重なることから
- 短時間で仕上げる調理法が時雨に似ていることから

といったものがある。